# Занадто красива для тебе
«Занадто красива для тебе» (фр. Trop Belle Pour Toi) — французька комедійна мелодрама, поставлена у 1989 році режисером Бертраном Бліє за власним сценарієм. Лауреат чотирьох кінопремій «Сезар» та Ґран-прі 42-го Каннського кінофестивалю у 1989 році 

## Синопсис
Бернар (Жерар Депардьє) керує невеликою кампанією. Усе в нього йде благополучно і на роботі й у сімейному житті. Він живе разом з улюбленою дружиною Флоранс (Кароль Буке), дуже багатою, освіченою і красивою жінкою, у великому комфортному будинку й цілком щасливі у шлюбі, але, через деякий час, Бернару починає чогось не вистачати. Великий інтерес у чоловіка починає викликати його нова секретарка Колетт (Жозіан Баласко). Зазвичай чоловіки зраджують своїм дружинам з красивими і сексуальними жінками, але цього разу було усе навпаки. Бернар закохується в Колетт, незважаючи на те що вона зовсім не красуня, а звичайна мила дівчина. Йому комфортніше і затишніше з нею, аніж з красунею дружиною Флоранс. Ця ситуація дивує не лише самого Бернара, але і його дружину, яка ніяк не може зрозуміти, як він міг проміняти її на непоказну простачку…

## В ролях
| Жерар Депардьє  | ···· | Бернар            |
| Кароль Буке     | ···· | Флоранс           |
| Жозіан Баласко  | ···· | Колетт            |
| Деніз Шалем     | ···· | Лорен             |
| Ролан Бланш     | ···· | Марчелло          |
| Дідьє Бенюро    | ···· | Леонс             |
| Франсуа Клюзе   | ···· | Паскаль           |
| Жан-Поль Фарр   | ···· | піаніст           |
| Міріам Буайє    | ···· | Женев'єва         |
| Філіп Лоффредо  | ···· | Тангі             |
| Стефан Оберген  | ···· | Паула             |
| Жан-Луї Кордіна | ···· | Ґабі              |
| Філіп Фор       | ···· | чоловік Колетт    |
| Рішар Мартен    | ···· | чоловік у трамваї |
| Флав'єн Лебарбе | ···· | син               |
| Хуана Маркес    | ···· | дівчина           |

## Визнання
| Нагороди та номінації фільму «Занадто красива для тебе» | Нагороди та номінації фільму «Занадто красива для тебе» | Нагороди та номінації фільму «Занадто красива для тебе» | Нагороди та номінації фільму «Занадто красива для тебе» | Нагороди та номінації фільму «Занадто красива для тебе» | Нагороди та номінації фільму «Занадто красива для тебе» |
| Рік                                                     | Нагорода                                                | Категорія                                               | Номінант                                                | Результат                                               |                                                         |
| ------------------------------------------------------- | ------------------------------------------------------- | ------------------------------------------------------- | ------------------------------------------------------- | ------------------------------------------------------- | ------------------------------------------------------- |
| 1989                                                    | Каннський кінофестиваль                                 | Золота пальмова гілка                                   | Занадто красива для тебе                                | Номінація                                               |                                                         |
| 1989                                                    | Каннський кінофестиваль                                 | Ґран-прі журі                                           | Бертран Бліє                                            | Перемога                                                |                                                         |
| 1990                                                    | Премія Сезар                                            | Найкращий фільм                                         | Занадто красива для тебе                                | Перемога                                                |                                                         |
| 1990                                                    | Премія Сезар                                            | Найкраща режисерська робота                             | Бертран Бліє                                            | Перемога                                                |                                                         |
| 1990                                                    | Премія Сезар                                            | Найкращий актор                                         | Жерар Депардьє                                          | Номінація                                               |                                                         |
| 1990                                                    | Премія Сезар                                            | Найкраща акторка                                        | Кароль Буке                                             | Перемога                                                |                                                         |
| 1990                                                    | Премія Сезар                                            | Найкраща акторка                                        | Жозіан Баласко                                          | Номінація                                               |                                                         |
| 1990                                                    | Премія Сезар                                            | Найкращий актор другого плану                           | Ролан Бланш                                             | Номінація                                               |                                                         |
| 1990                                                    | Премія Сезар                                            | Найкращий сценарій                                      | Бертран Бліє                                            | Номінація                                               |                                                         |
| 1990                                                    | Премія Сезар                                            | Найкраща операторська робота                            | Філіп Руссело                                           | Номінація                                               |                                                         |
| 1990                                                    | Премія Сезар                                            | Найкращі декорації                                      | Теобальд Мерісс                                         | Номінація                                               |                                                         |
| 1990                                                    | Премія Сезар                                            | Найкращий монтаж                                        | Клодін Мерлін                                           | Перемога                                                |                                                         |
| 1990                                                    | Премія Сезар                                            | Найкращий постер до фільму                              | Найкращий постер до фільму                              | Номінація                                               |                                                         |